# Rivista della Montagna
La Rivista della Montagna è stata una delle principali riviste italiane specializzate in alpinismo e sport di montagna. È stata fondata nel 1970 a Torino dal Centro Documentazione Alpina (CDA), editore che nasce nello stesso anno come gruppo di amici e appassionati. Il primo numero, pubblicato nel giugno 1970, iniziava così:
Il primo numero era composto da 60 pagine in bianco e nero ed aveva un prezzo di 1.200 lire. Fino al 1986 la rivista ha avuto periodicità trimestrale e successivamente mensile. Da aprile 2010 la Rivista della Montagna è confluita nella rivista ALP.

## Storia
Il primo direttore è stato Piero Dematteis a cui è seguito Alberto Rosso nel 1973. Con la scomparsa di Alberto Rosso in un incidente nel 1975, la direzione passa a Gian Piero Motti e dal 1977 a Giorgio Daidola.
Nel 1977 vi entra a far parte il diciannovenne Enrico Camanni, prima come segretario di redazione e poi come redattore capo, fino al 1984. Nel 1985 Camanni fonderà la rivista ALP.
Dal 1977, con il numero 28, viene pubblicata regolarmente sulla rivista la rubrica Informazioni alpinistiche (in seguito chiamata Carnet d'alpinismo), con il resoconto delle principali imprese alpinistiche sulle Alpi e nel mondo.
Nel 1983 Giorgio Daidola lascia la direzione della rivista. Nel 1985 il nuovo direttore diviene Roberto Mantovani, che ricoprirà il ruolo fino al 1996, e poi nuovamente dal 2000.
Dal 1986, con il numero 72, la rivista diviene mensile e viene migliorato il formato, con dimensioni più grandi e completamente a colori.
Nel 2001, con il numero 245, il formato della rivista viene nuovamente aggiornato: dimensioni più piccole e una nuova veste grafica. Sempre nel 2001 avviene la fusione tra il Centro Documentazione Alpina (CDA) e Vivalda, casa editrice della rivista ALP.

## Numeri speciali
Dal 1983, con periodicità annuale, sono stati pubblicati degli speciali sullo sci, l'alpinismo, l'escursionismo e l'arrampicata, chiamati Dimensione sci, Momenti d'alpinismo, Tempo di sentieri, Roc: speciale arrampicata.
Sono stati prodotti anche dei volumi speciali con gli indici dei fascicoli:
- Indice dei primi 40 fascicoli (1970-1980)
- Indice dei primi 120 fascicoli (1970-1990).